# Diego López Rodríguez
Diego López Rodríguez (phát âm tiếng Tây Ban Nha: [ˈdjeɣo ˈlopeθ]; sinh 3 tháng 11 năm 1981) là cựu cầu thủ bóng đá chuyên nghiệp người Tây Ban Nha thi đấu ở vị trí thủ môn
Sau bản hợp đồng bảy năm với Real Madrid, góp mặt trong nhiều đội hình của câu lạc bộ này, anh đã có được danh tiếng tại La Liga cùng với Villarreal, chính thức ra sân trong 230 trận cầu trong suốt năm mùa giải. Năm 2013 anh quay trở lại Real Madrid.
López đã góp mặt trong đội tuyển bóng đá quốc gia Tây Ban Nha tham dự Cúp Liên đoàn 2009, giải đấu mà đội tuyển Tây Ban Nha kết thúc ở vị trí thứ ba chung cuộc.

## Thống kê sự nghiệp câu lạc bộ
Tính đến 29 tháng 4 năm 2015 
| Câu lạc bộ          | Mùa giải            | Giải vô địch quốc gia | Giải vô địch quốc gia | Giải vô địch quốc gia | Cúp quốc gia | Cúp quốc gia | Châu Âu | Châu Âu | Khác1 | Khác1 | Tổng cộng | Tổng cộng |
| Câu lạc bộ          | Mùa giải            | Hạng                  | Trận                  | Bàn                   | Trận         | Bàn          | Trận    | Bàn     | Trận  | Bàn   | Trận      | Bàn       |
| ------------------- | ------------------- | --------------------- | --------------------- | --------------------- | ------------ | ------------ | ------- | ------- | ----- | ----- | --------- | --------- |
| Real Madrid B       | 2003–04             | Segunda División B    | 6                     | 0                     | —            | —            | —       | —       | —     | —     | 6         | 0         |
| Real Madrid B       | 2004–05             | Segunda División B    | 35                    | 0                     | —            | —            | —       | —       | —     | —     | 35        | 0         |
| Real Madrid B       | Tổng cộng           | Tổng cộng             | 41                    | 0                     | —            | —            | —       | —       | —     | —     | 41        | 0         |
| Real Madrid         | 2005–06             | La Liga               | 2                     | 0                     | 3            | 0            | 1       | 0       | —     | —     | 6         | 0         |
| Real Madrid         | 2006–07             | La Liga               | 0                     | 0                     | 4            | 0            | 1       | 0       | —     | —     | 5         | 0         |
| Real Madrid         | Tổng cộng           | Tổng cộng             | 2                     | 0                     | 7            | 0            | 2       | 0       | —     | —     | 11        | 0         |
| Villarreal          | 2007–08             | La Liga               | 20                    | 0                     | 6            | 0            | 8       | 0       | —     | —     | 34        | 0         |
| Villarreal          | 2008–09             | La Liga               | 38                    | 0                     | 0            | 0            | 9       | 0       | —     | —     | 47        | 0         |
| Villarreal          | 2009–10             | La Liga               | 38                    | 0                     | 2            | 0            | 9       | 0       | —     | —     | 49        | 0         |
| Villarreal          | 2010–11             | La Liga               | 38                    | 0                     | 2            | 0            | 15      | 0       | —     | —     | 55        | 0         |
| Villarreal          | 2011–12             | La Liga               | 37                    | 0                     | 0            | 0            | 8       | 0       | —     | —     | 45        | 0         |
| Villarreal          | Tổng cộng           | Tổng cộng             | 171                   | 0                     | 4            | 0            | 41      | 0       | —     | —     | 216       | 0         |
| Sevilla             | 2012–13             | La Liga               | 8                     | 0                     | 3            | 0            | 0       | 0       | 0     | 0     | 11        | 0         |
| Sevilla             | Tổng cộng           | Tổng cộng             | 8                     | 0                     | 3            | 0            | 0       | 0       | —     | —     | 11        | 0         |
| Real Madrid         | 2012–13             | La Liga               | 16                    | 0                     | 3            | 0            | 6       | 0       | —     | —     | 25        | 0         |
| Real Madrid         | 2013–14             | La Liga               | 36                    | 0                     | 0            | 0            | 1       | 0       | —     | —     | 37        | 0         |
| Real Madrid         | Tổng cộng           | Tổng cộng             | 52                    | 0                     | 3            | 0            | 7       | 0       | —     | —     | 62        | 0         |
| Milan               | 2014–15             | Serie A               | 25                    | 0                     | 0            | 0            | —       | —       | —     | —     | 25        | 0         |
| Milan               | Tổng cộng           | Tổng cộng             | 25                    | 0                     | 0            | 0            | —       | —       | —     | —     | 25        | 0         |
| Tổng cộng sự nghiệp | Tổng cộng sự nghiệp | Tổng cộng sự nghiệp   | 297                   | 0                     | 23           | 0            | 58      | 0       | 0     | 0     | 378       | 0         |

1 Bao gồm Supercopa de España, UEFA Super Cup và FIFA Club World Cup.